# Tadeusz Kaczorek
Tadeusz Kaczorek (ur. 27 kwietnia 1932 w Elżbiecinie) – polski inżynier, automatyk i teoretyk sterowania, profesor nauk technicznych, członek rzeczywisty Polskiej Akademii Nauk.

## Życiorys
W 1956 roku ukończył studia na Wydziale Elektrycznym Politechniki Warszawskiej, gdzie w 1962 roku obronił pracę doktorską. W 1964 roku otrzymał stopień naukowy doktora habilitowanego. W latach 1965–1970 był kierownikiem Katedry Podstaw Elektroniki i Automatyki, a w latach 1969–1970 dziekanem  Wydziału Elektrycznego Politechniki Warszawskiej. W latach 1970–1973 prorektor Politechniki Warszawskiej, w latach 1970–1981 dyrektor Instytutu Sterowania i Elektroniki Przemysłowej Politechniki Warszawskiej. Był również kierownikiem Zakładu Sterowania powyższego Instytutu.
W 1971 roku otrzymał tytuł profesora nauk technicznych oraz profesora nadzwyczajnego Politechniki Warszawskiej. W 1974 roku uzyskał tytuł profesora zwyczajnego Politechniki Warszawskiej.
W latach 1987–1988 był przewodniczącym Komitetu Automatyki i Robotyki. Od 1986 roku członek korespondent, a od 1998 roku członek rzeczywisty Polskiej Akademii Nauk. W latach 1988–1991 był kierownikiem Stacji Naukowej PAN w Rzymie. Od wielu lat jest członkiem Fundacji Nauki Polskiej. Od czerwca 1999 jest członkiem Akademii Inżynierskiej w Polsce.
Obecnie zajmuje stanowisko profesora zwyczajnego na Wydziale Elektrycznym Politechniki Białostockiej oraz Politechniki Warszawskiej. Od 1991 roku był członkiem, a w latach 2006-2013 przewodniczącym Centralnej Komisji ds. Stopni i Tytułów (wiceprzewodniczący w latach 2003–2006). W 2012 roku został przewodniczącym prezydium komitetu naukowego konferencji poświęconej badaniom katastrofy polskiego Tu-154 w Smoleńsku metodami nauk ścisłych, brał udział w II edycji tej konferencji w 2013 roku.

## Dorobek naukowy
Jego zainteresowania naukowe dotyczą automatyki, teorii sterowania i elektrotechniki, w tym analizy i syntezy obwodów i układów o parametrach zdeterminowanych i losowych, wielomianowych metod syntezy układów sterowania oraz singularnych układów dwu- i wielowymiarowych liniowych i biliniowych. Autor 20 książek oraz monografii, a także ponad 700 artykułów i rozpraw naukowych w najważniejszych czasopismach zagranicznych, takich jak IEEE Transactions on Automatic Control, Multidimensional Systems and Signal Processing, International Journal of Control, Systems Science czy Canadian Electrical Engineering Joumal.
Organizował i przewodniczył ponad 60 sesjom naukowym na konferencjach międzynarodowych oraz był członkiem około 30 komitetów naukowych. Prowadził wykłady na ponad 20 uniwersytetach w Stanach Zjednoczonych, Japonii, Kanadzie oraz Europie jako profesor wizytujący. Był promotorem ponad 60 zakończonych przewodów doktorskich oraz recenzentem wielu prac doktorskich i habilitacyjnych. Jego kilkudziesięciu wychowanków otrzymało tytuł naukowy profesora w Polsce lub za granicą.
Jest członkiem komitetów redakcyjnych takich czasopism jak np. International Journal of Multidimensional Systems and Signal Processing, Foundations of Computing and Decision Sciences, Archives of Control Sciences. Od 1 kwietnia 1997 roku jest redaktorem serii Nauk Technicznych Biuletynu PAN.

## Odznaczenia, wyróżnienia i doktoraty honoris causa

### Odznaczenia
Tadeusz Kaczorek został uhonorowany następującymi odznaczeniami:
- Krzyż Oficerski Orderu Odrodzenia Polski
- Krzyż Kawalerski Orderu Odrodzenia Polski
- Medal Komisji Edukacji Narodowej

### Doktoraty honoris causa
Otrzymał doktoraty honoris causa następujących uczelni:
- Uniwersytetu Zielonogórskiego (27 listopada 2002)[5].
- Politechniki Lubelskiej (13 maja 2004)[6]
- Politechniki Szczecińskiej (8 listopada 2004)[7]
- Politechniki Warszawskiej (22 grudnia 2004)[8]
- Politechniki Białostockiej (20 sierpnia 2008)
- Politechniki Łódzkiej (3 grudnia 2008)[9]
- Politechniki Opolskiej (2009)[10]
- Politechniki Poznańskiej (2011)[11]
- Politechniki Rzeszowskiej (2012)[12]
- Politechniki Śląskiej (2014)[13]
- Uniwersytetu Technologiczno-Humanistycznego im. Kazimierza Pułaskiego w Radomiu (2014)[14]
- Akademii Górniczo Hutniczej (2015)[15]
- Akademii Morskiej w Gdyni (2015)[16]

Członek honorowy Węgierskiej Akademii Nauk i Polskiego Towarzystwa Elektrotechniki Teoretycznej i Stosowanej (1999). Otrzymał 12 nagród Ministra Edukacji Narodowej wszystkich stopni (w tym 2 zespołowe).